# Sántonos
Los sántonos (en latín, Santones o Santoni, Σάντονες, Σάντονοι, Σάντωνες) fueron un pueblo galo de la Galia del suroeste o según Ptolomeo de Aquitania (Ptolomeo dijo que la capital de los sántonos era Mediolanum). Según César eran de la Galia Celta en el norte del Garumna (Garona). Ptolomeo los sitúa entre los pictones y los bituriges viviscos. Estrabón dice que el Garona desaguaba en el mar entre los bituriges viviscos y los sántonos y los sitúa en la orilla del Atlántico, con los pictones al norte. César consiguió de los pictones y sántonos algunos bajeles para su lucha contra los vénetos. En la revuelta de Vercingétorix los pictones y otros pueblos no participaron, pero los sántonos enviaron 12 000 hombres al asedio de Alesia.
De los sántonos tomó la región el nombre de Saintonge.